# Sanucia Pereira
Sanucia Pereira da Silva Oliveira (Juazeiro do Norte, 29 de julho de 1990) é uma modelo e empresária brasileira que se tornou famosa após obter o título nacional de A Mais Bela Gordinha do Brasil em 2019, evento realizado na Cidade das Artes, na Barra da Tijuca, na Zona Oeste do Rio de Janeiro em 16 de julho de 2019.
A candidata representante do Ceará disputou com outras 31 candidatas representantes de 10 estados brasileiros, cujo requisito era de mulheres com manequim entre 46 e 60, tendo como principal objetivo empoderar mulheres acima do peso e mostrar que beleza não tem padrão.
No mesmo ano, Sanucia foi representante do Ceará no concurso Miss Brasil Plus Size 2019, em São Paulo. O evento ocorreu no dia 27 de abril de 2019, no Teatro Elis Regina, no Anhembi, em São Paulo.
Natural de Juazeiro do Norte, a atual Miss Ceará Plus Size é veterana em concursos de modelagem e beleza. Na juventude, foi Miss Estudantil e Miss Juazeiro do Norte, na categoria slim. Na infância, se inspirava em modelos e sonhava em desfilar.
Apaixonada pelo universo da beleza desde criança, a juazeirense já foi Miss Estudantil e Miss Juazeiro do Norte, na categoria slim. O tempo passou e na fase adulta, a vida de Sanucia tomou um rumo distante dos holofotes. Ela se casou e teve duas filhas, Maria Clara e Maria Júlia, e ainda é empresária e estudante de Enfermagem. Realizada com a maternidade e as conquistas profissionais, a candidata cearense reacendeu as luzes que a faziam brilhar nos desfiles da adolescência. No Miss Plus Size Ceará 2018, Sanucia conquistou o segundo lugar.